# 사사모토 유코
사사모토 유코(일본어: 笹本優子, 1973년 1월 30일 ~ )는 일본의 성우이다. 지바현 출신. 아프테프로 소속. 이전의 소속사는 아트비전과 오피스 노자와.

## 출연작

### 애니메이션
1999년
- 붕붕차차 - 보쿠(쥬)